# Liste der Biografien/Steib
Liste der Biografien |
Portal Biografien |
Personensuche
# |
A |
B |
C |
D |
E |
F |
G |
H |
I |
J |
K |
L |
M |
N |
O |
P |
Q |
R |
S |
T |
U |
V |
W |
X |
Y |
Z |
?
 
Sa |
Sb |
Sc |
Sd |
Se |
Sf |
Sg |
Sh |
Si |
Sj |
Sk |
Sl |
Sm |
Sn |
So |
Sp |
Sq |
Sr |
Ss |
St |
Su |
Sv |
Sw |
Sy |
Sz
 
Sta |
Ste |
Sth |
Sti |
Stj |
Stl |
Sto |
Str |
Sts |
Stt |
Stu |
Stv |
Stw |
Sty
 
Stea |
Steb |
Stec |
Sted |
Stee |
Stef |
Steg |
Steh |
Stei |
Stej |
Stek |
Stel |
Stem |
Sten |
Steo |
Step |
Ster |
Stes |
Stet |
Steu |
Stev |
Stew |
Stey |
Stez
 
Steib |
Steic |
Steid |
Steie |
Steif |
Steig |
Steij |
Steik |
Steil |
Steim |
Stein |
Steio |
Steir |
Steis |
Steit |
Steiw |
Steix
Die Liste der Biografien führt alle Personen auf, die in der deutschsprachigen Wikipedia einen Artikel haben. Dieses ist eine Teilliste mit 9 Einträgen von Personen, deren Namen mit den Buchstaben „Steib“ beginnt.

## Steib
- Steib, James Terry (* 1940), US-amerikanischer Ordensgeistlicher, emeritierter römisch-katholischer Bischof von Memphis
- Steib, Josef (1898–1957), deutscher Maler und Radierer
- Steib, Joseph (1898–1966), französischer Maler
- Steib, Katharina (1935–2022), Schweizer Architektin
- Steib, Wilfrid (1931–2011), Schweizer Architekt

### Steibe
- Steibelt, Daniel (1765–1823), deutscher Komponist und PianistDaniel Steibelt (1765–1823)

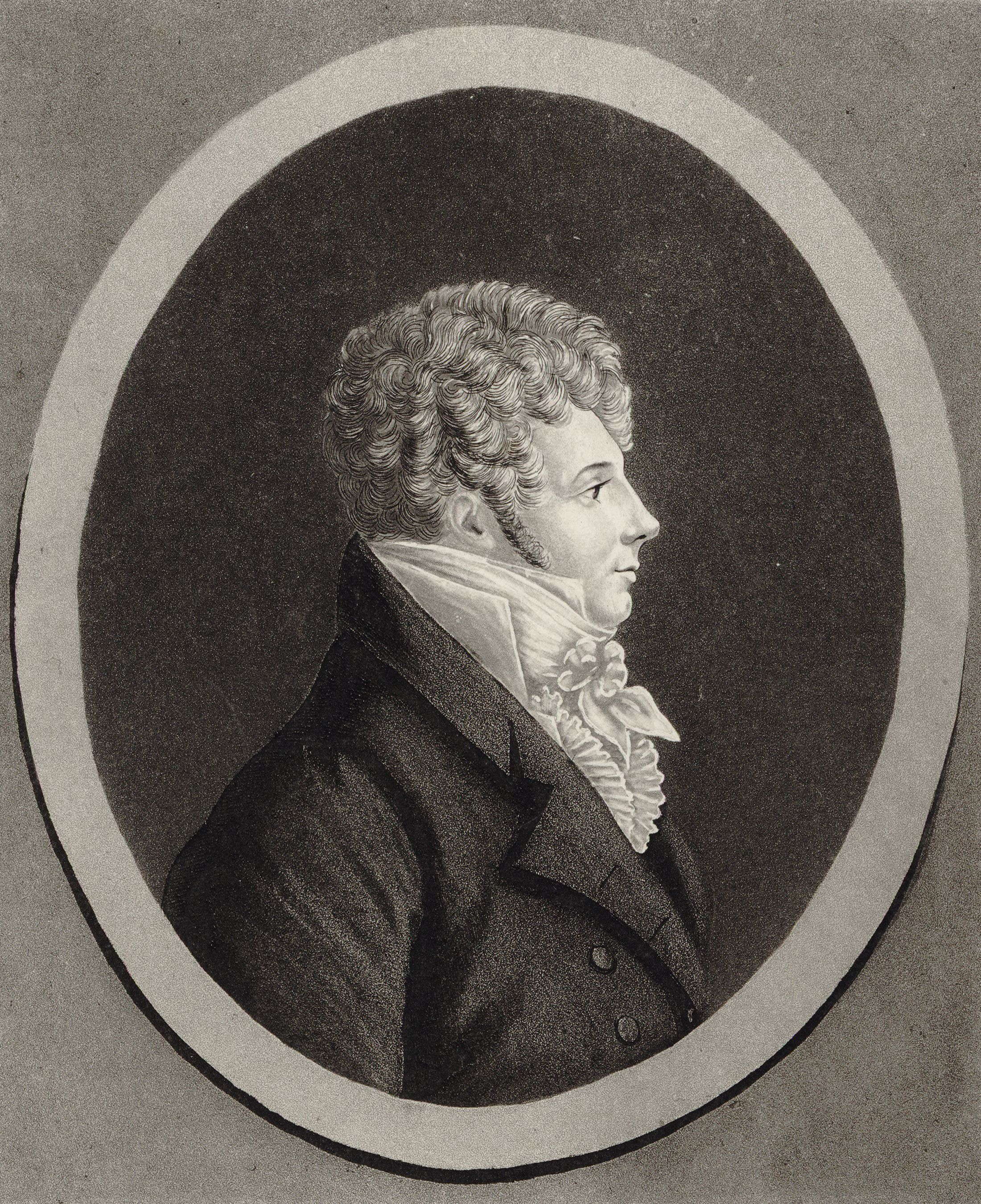
Daniel Steibelt (1765–1823)

### Steibl
- Steibl, Ridi (* 1951), österreichische Politikerin (ÖVP), Abgeordneter zum Nationalrat
- Steible, Horst (* 1941), deutscher Altorientalist
- Steiblienė, Nijolė (* 1954), litauische Politikerin und Journalistin